# Epitonium candeanum
Epitonium candeanum är en snäckart som först beskrevs av d'Orbigny 1842.  Epitonium candeanum ingår i släktet Epitonium och familjen vindeltrappsnäckor. Inga underarter finns listade i Catalogue of Life.